# NGC 4102
NGC 4102 este o liner situată în constelația Ursa Mare. A fost descoperită în 1789 de către William Herschel. Se află la o distanță de 19,5 megaparseci de Pământ.